# آسپورمون (اوتوز-آلپ)
آسپورمون (به فرانسوی: Aspremont) یک کمون در فرانسه است که در canton of Aspres-sur-Buëch واقع شده‌است. آسپورمون ۱۸٫۵۲ کیلومتر مربع مساحت دارد ۷۱۵ متر بالاتر از سطح دریا واقع شده‌است.